# 이와나미 서점
주식회사 이와나미 쇼텐(일본어: 株式会社岩波書店, Iwanami Shoten Publishers.)은 일본의 출판사이다. 2013년 6월 1일 오카모토 아쓰시 사장 취임.

## 연혁
1913년에 이와나미 시게오가 진보초(神保町)에 연 고서점에서 출발했다. 당시 점원은 4명이었다. 정찰 판매제를 채용해 주목을 모았으며, 다음 해에는 나쓰메 소세키의 〈마음〉을 출판하면서 출판업으로 그 폭을 넓혔다. 소세키가 죽은 이후인 1917년에는 《나쓰메 소세키 전집》을 간행하면서 약진하였다. 간판은 소세키가 쓴 것이다. 1927년 이와나미 문고를 창간했다. 2013년 6월 11일까지 총 5,664권의 책을 펴냈다. 1938년에는 이와나미 신서를 창간, 2013년 6월 11일까지 총 2,948권의 책을 펴냈다. 1946년에는 월간지 《세카이》를 창간했다. 고전이나 학술적 연구 성과를 사회에 보급하는 데에 공헌을 세웠으며, 문화의 대중화에도 큰 영향을 주었다.
1933년에 밀레의 그림 〈씨뿌리는 사람〉을 이용한 마크를 사용하기 시작했으며, 1949년에는 주식회사로 거듭났고, 초대 사장은 이와나미 시게오의 차남 이와나미 유지로였다. 하지만 2대 사장부터는 이와나미 가의 세습에서 탈피해 사원 출신이 사장이 됐다. 1955년 사전 고지엔 제1판을 간행했다.
본사 옆에는 히토쓰바시 그룹의 쇼가쿠칸이나 슈에이샤 등이 있다.

## 특징
이와나미 쇼텐은 다른 출판사와 달리 반품을 받지 않으며, 모두 서점이 매절하는 식으로 판매하기 때문에 불량 재고의 처분이 어렵다. 이 때문에 이와나미 신서의 대부분은 서점에서 구석 자리나 햇볕이 닿는 곳에 배치되는 경우가 많고, 작은 서점에서는 취급하지 않는 경우도 많다. 이것이 출판 중개로 전통이 깊은 스즈키 쇼텐이 이와나미 쇼텐의 취급량이 많은 이유로 경영이 궁지에 몰린 것은 업계 내에서는 유명한 이야기이기도 하다.
업계에서 가장 높은 급여 체계로도 알려졌지만, 현재는 중견 출판사 수준이다.

## 주요 출판물

### 잡지
- 세카이(世界) - 월간지.
- 가가쿠(科学) - 자연과학지.
- 시소(思想) - 인문사회과학지.
- 분가쿠(文学) - 문학지.

### 총서
- 이와나미 문고 - 1927년 7월 10일 창간. 세계의 고전을 싼값에 제공.
- 이와나미 신서 - 1938년 창간.
- 이와나미 현대 문고
- 이와나미 소년 문고(아동문학총서)
- 이와나미 주니어 문고(초·중학생을 위한 총서)
- 이와나미의 어린이의 책(동화그림책의 총서)
- 동시대 라이브러리(종간, 동시대 라이브러리 리스트)
- 이와나미 액티브 신서(2002년 1월부터 2004년 12월까지)
- 이와나미 부클릿
- 이와나미 과학 라이브러리

### 종합 사전
- 고지엔(広辞苑)

## 같이 보기
- 이와나미 시게오(창업자)
- 이와나미 유지로(2대 점주, 초대 사장)
- 마루야마 마사오 = 세카이를 통해 활약한 스타 논객.